# Peter Railton
Peter Albert Railton nació el 23 de mayo de 1950 (75 años) es un profesor John Stephenson Perrin de Filosofía en la Universidad de Míchigan, en Ann Arbor. Sus investigaciones se centran en la metaética y en la ética normativa, particularmente en el consecuencialismo. 
Autor de importantes libros, también ha escrito varios artículos muy relevantes acerca de la explicación científica. 
Ha sido profesor en las Universidades de California, Berkeley y Princeton. 
También ha hecho investigación en Historia de la Ciencia, bajo una perspectiva marxista; en donde analiza el desenvolvimiento de las condiciones de posibilidad de la investigación científica, durante la etapa precapitalista y capitalista. 
“En contraste con el ideal contemplativo o especulativo de las elites intelectuales precapitalistas y las posibilidades duramente restringidas para la competencia y la innovación bajo los modos de producción feudales o dentro de las instituciones feudales como las primeras universidades, el surgimiento del capitalismo le da un ímpetu y una perspectiva enormes a la continuación de la investigación en formas que aumenta la posibilidad de recibir y responder a la retroalimentación causal a partir de los fenómenos naturales” (1)

## Obras
- 1984, "Alienation, Consequentialism, and the Demands of Morality," Philosophy and Public Affairs 13 (2): 134-171.
- 1986, "Moral Realism," The Philosophical Review 95 (2):. 163-207.
- 1991, "Moral Theory As A Moral Practice," Noûs 25 (2): 185-190.
- 1992, "Some Questions About the Justification of Morality," Philosophical Perspectives 6: 27-53.
- 1992, "Pluralism, Determinacy, and Dilemma," Ethics 102 (4): 720-742.
- 1993, "Noncognitivism about Rationality: Benefits, Costs, and an Alternative," Philosophical Issues 4: 36-51.
- 1994, "Truth, Reason, and the Regulation of Belief," Philosophical Issues 5: 71-93.
- 1996, "Moral Realism: Prospects and Problems," in Sinnott-Armstrong and Timmons (eds.) Moral Knowledge?, Oxford University Press.
- 1996, Moral Discourse and Practice (coeditó con Stephen Darwall y Allan Gibbard), Oxford University Press.
- 2003, Facts, Norms, and Values, Cambridge University Press.

## Recursos
- http://www.umich.edu/~urecord/0304/May10_04/08.shtml